# Théâtre Saint-Louis
Le théâtre Saint-Louis est une salle de spectacle se trouvant à Cholet, en Maine-et-Loire.

## Historique
Le Théâtre Saint-Louis est aménagé dans un ancien hôpital qui a remplacé un couvent.
Au début du XVe siècle, le seigneur de Cholet octroie une terre pour l'implantation d'une communauté de religieux mendiants puis au siècle suivant, des Franciscaines s'installent juste à côté ; la communauté est prospère jusqu'à la Révolution. 
De 1797 à 1803, le couvent des Cordelières devient le nouveau siège de l'hôpital ce qui met un terme à la fonction religieuse.
Plus tard, l'hôpital abandonne son rôle d'hospice pour indigents pour se concentrer sur une pratique scientifique des soins pour les civils et les militaires. Ce complexe forme presque une ville dans la ville. En 1977, le déménagement de cet établissement vient mettre un terme à la fonction hospitalière.
La réhabilitation de l'hôpital est engagée en 1999. La première phase de travaux donne naissance au conservatoire de musique, de danse et d'art dramatique qui ouvre ses portes au public en 2002. Parallèlement, la chapelle de l'hôpital est transformée en auditorium.
En 2010, la seconde phase des travaux débute et permet d'imaginer la configuration du nouvel Espace Saint-Louis qui regroupe des activités de formation et de diffusion liées au spectacle vivant,,.

## Description technique
Le théâtre comporte une salle de 850 places avec les servitudes techniques (régie, scène, loges), une billetterie, un hall d'accueil et de réception. Il fait partie de l'espace Saint-Louis qui est aussi composé d'un auditorium et du conservatoire de Cholet.

## Localisation
Le théâtre se situe dans le centre-ville de Cholet. Il est situé dans la rue Jean Vilar près de l'Hôtel de ville-Hôtel d'agglomération et du musée d'art et d'histoire. Il est desservi par les lignes 3, 4 et 6 du réseau Choletbus.

## Administration
Le Théâtre Saint-Louis est géré par l'agglomération du Choletais.

## Évènements
- La Folle Journée
- Les Z'éclectiques
- Le Printemps des Orgues